# Leinhac
Leynhac és un municipi francès situat al departament de Cantal i a la regió d'Alvèrnia-Roine-Alps. L'any 2007 tenia 359 habitants.

## Demografia

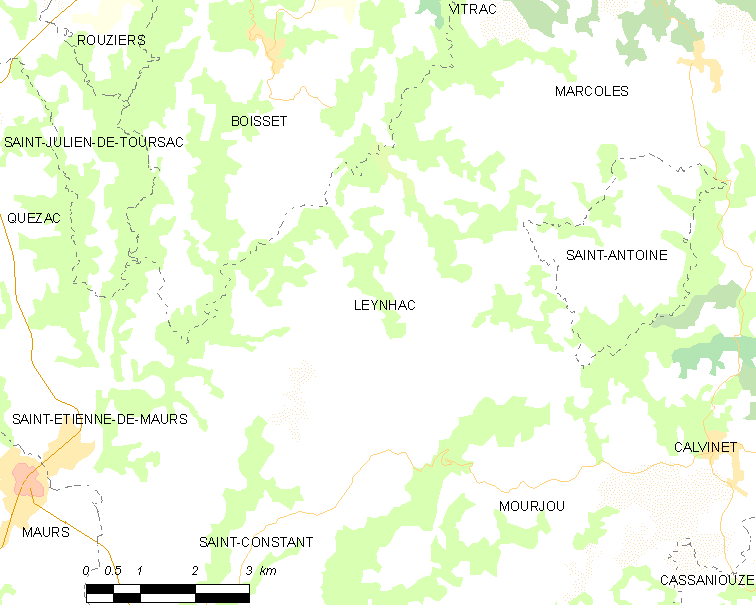
Mapa

### Població
El 2007 la població de fet de Leynhac era de 359 persones. Hi havia 160 famílies de les quals 48 eren unipersonals (24 homes vivint sols i 24 dones vivint soles), 68 parelles sense fills, 36 parelles amb fills i 8 famílies monoparentals amb fills.
La població ha evolucionat segons el següent gràfic:
Habitants censats

### Habitatges
El 2007 hi havia 234 habitatges, 164 eren l'habitatge principal de la família, 53 eren segones residències i 17 estaven desocupats. 214 eren cases i 14 eren apartaments. Dels 164 habitatges principals, 139 estaven ocupats pels seus propietaris, 18 estaven llogats i ocupats pels llogaters i 7 estaven cedits a títol gratuït; 1 tenia una cambra, 5 en tenien dues, 36 en tenien tres, 54 en tenien quatre i 68 en tenien cinc o més. 152 habitatges disposaven pel capbaix d'una plaça de pàrquing. A 96 habitatges hi havia un automòbil i a 50 n'hi havia dos o més.

### Piràmide de població
La piràmide de població per edats i sexe el 2009 era:
| Homes | Edats   | Dones |
| ----- | ------- | ----- |
| 0     | 95 o +  | 0     |
| 4     | 90 a 94 | 4     |
| 12    | 85 a 89 | 4     |
| 0     | 80 a 84 | 16    |
| 12    | 75 a 79 | 12    |
| 12    | 70 a 74 | 8     |
| 16    | 65 a 69 | 24    |
| 20    | 60 a 64 | 8     |
| 12    | 55 a 59 | 16    |
| 16    | 50 a 54 | 4     |
| 32    | 45 a 49 | 8     |
| 4     | 40 a 44 | 12    |
| 8     | 35 a 39 | 8     |
| 12    | 30 a 34 | 0     |
| 16    | 25 a 29 | 12    |
| 16    | 20 a 24 | 8     |
| 8     | 15 a 19 | 8     |
| 0     | 10 a 14 | 8     |
| 4     | 5 a 9   | 0     |
| 0     | 0 a 4   | 4     |

## Economia
El 2007 la població en edat de treballar era de 207 persones, 137 eren actives i 70 eren inactives. De les 137 persones actives 130 estaven ocupades (79 homes i 51 dones) i 7 estaven aturades (2 homes i 5 dones). De les 70 persones inactives 34 estaven jubilades, 11 estaven estudiant i 25 estaven classificades com a «altres inactius».

### Ingressos
El 2009 a Leynhac hi havia 160 unitats fiscals que integraven 361 persones, la mediana anual d'ingressos fiscals per persona era de 11.757 €.

### Activitats econòmiques
Dels 11 establiments que hi havia el 2007, 2 eren d'empreses extractives, 4 d'empreses de construcció, 1 d'una empresa de comerç i reparació d'automòbils, 1 d'una empresa d'hostatgeria i restauració, 2 d'empreses de serveis i 1 d'una empresa classificada com a «altres activitats de serveis».
Dels 5 establiments de servei als particulars que hi havia el 2009, 2 eren paletes, 1 fusteria, 1 perruqueria i 1 restaurant.
L'any 2000 a Leynhac hi havia 57 explotacions agrícoles que ocupaven un total de 1.677 hectàrees.

## Equipaments sanitaris i escolars
El 2009 hi havia una escola elemental.

## Poblacions més properes
El següent diagrama mostra les poblacions més properes.